# Megachile excavata
Megachile excavata är en biart som beskrevs av Cockerell 1937. Megachile excavata ingår i släktet tapetserarbin, och familjen buksamlarbin. Inga underarter finns listade i Catalogue of Life.